# Raúl Lara
Raúl Lara (28 de fevereiro de 1973) é um ex-futebolista mexicano que competiu na Copa do Mundo FIFA de 1998.

## Carreira
Raúl Lara representou a Seleção Mexicana de Futebol nas Olimpíadas de 1996.